# Sonia Silvestre

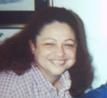
Sonia Silvestre

Sonia Margarita Silvestre Ortíz (* 16. August 1952 in San Pedro de Macorís; † 19. April 2014 in Santo Domingo) war eine dominikanische Sängerin.

## Biografie
Silvestre kam mit ihrer Familie 1963 nach Santo Domingo und studierte dort Pädagogik an der Universidad Pedro Enriquez Ureña, bevor sie 1970 in der von Freddy Ginebra für Radio Televisión Dominicana produzierten Sendung Gente als Sängerin debütierte. Bekannt wurde sie 1971 als Teilnehmerin des IV. Festival de la Canción Dominicana, bei dem sie mit dem Titel Dónde podré gritarte que te quiero von Leonor Porchella de Brea den zweiten Platz belegte, und als Finalistin des Festival de La Canción in Bogotá. Danach erschien ihre erste LP Esta es Sonia Silvestre.
1973 unternahm sie auf Einladung des Consejo Nacional de Cultura mit Víctor Víctor und dem Orquesta Irakere eine Konzertreise durch Kuba. Sie gab Konzerte in Puerto Rico, Nicaragua, Venezuela, Spanien, Kolumbien, Mexiko und den Vereinigten Staaten und trat in Fernsehprogrammen wie Farándula (1973) auf. Sie war als Interpretin von Balladen, sozialkritischen Liedern und Volksmusik erfolgreich und trat mit Luis Días als Interpretin der Bachata auf. Sie erhielt mehrfach den Premios El Dorado, 1990 den Premio Casandra und 1991 als internationale Künstlerin in Puerto Rico den Premio Paoli.

## Diskographie
- Esta es Sonia Silvestre
- Sonia en Buenos Aires
- Sonia nueva canción
- La nueva canción
- Sonia canta poetas de la patria
- Amor y desamor
- Folkhoy
- Corazón de bellonera
- Yo quiero andar
- Una verdadera intérprete
- Mi corazón te seguirá

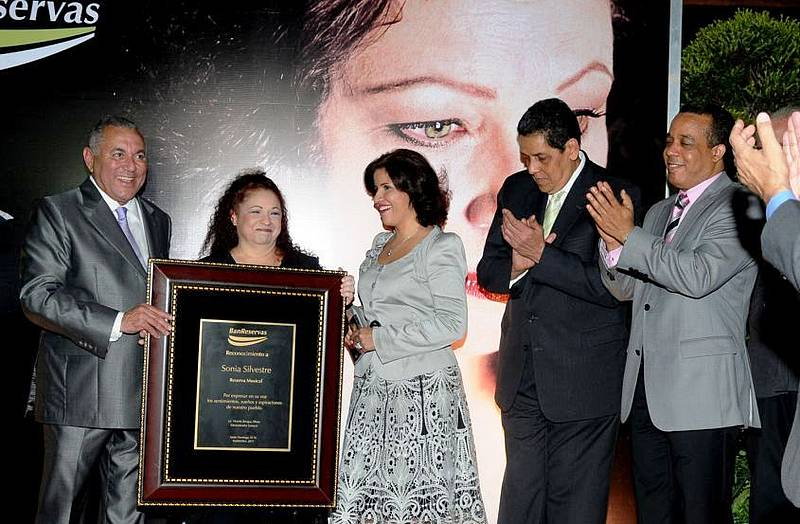
Sonia Silvestre (zweite von links) 2012 bei einer Preisverleihung.

- Edición especial de grandes éxitos de los años 70
- Verde y negro (mit Víctor Víctor)